# Thecla Boesen
Thecla Boesen (Kopenhagen, 22 augustus 1910 - 11 februari 1996) was een Deense actrice.
Boesen heeft in een aantal films gespeeld, maar voornamelijk in bijrollen. Ze is het meest bekend als mevrouw Edel Andersen, de buurvrouw in de originele Min søsters børn-films, die moest voldoen aan het verzoek van haar man (gespeeld door Karl Stegger): "Edel, ring efter politiet" ("Edel, bel de politie").
Thecla Boesen was getrouwd met de acteur en schrijver Arne Westermann.

## Filmografie
- Sørensen og Rasmussen, 1940
- John og Irene, 1949
- I gabestokken, 1950
- Dukkestuen, 1950 (documentaire)
- Hansen, 1950 (korte film)
- Englen i sort, 1957
- Stof til eftertanke, 1958 (korte film)
- Forelsket i København, 1960
- Greven på Liljenborg, 1964
- Don Olsen kommer til byen, 1964
- Min søsters børn, 1966
- Far laver sovsen, 1967
- Min søsters børn på bryllupsrejse, 1967
- Min søsters børn vælter byen, 1968
- Hurra for de blå husarer, 1970
- Min søsters børn når de er værst, 1971
- Rektor på sengekanten, 1972
- Attentat, 1980
- Kidnapning, 1982